# Jüdischer Friedhof (Jaryschiw)

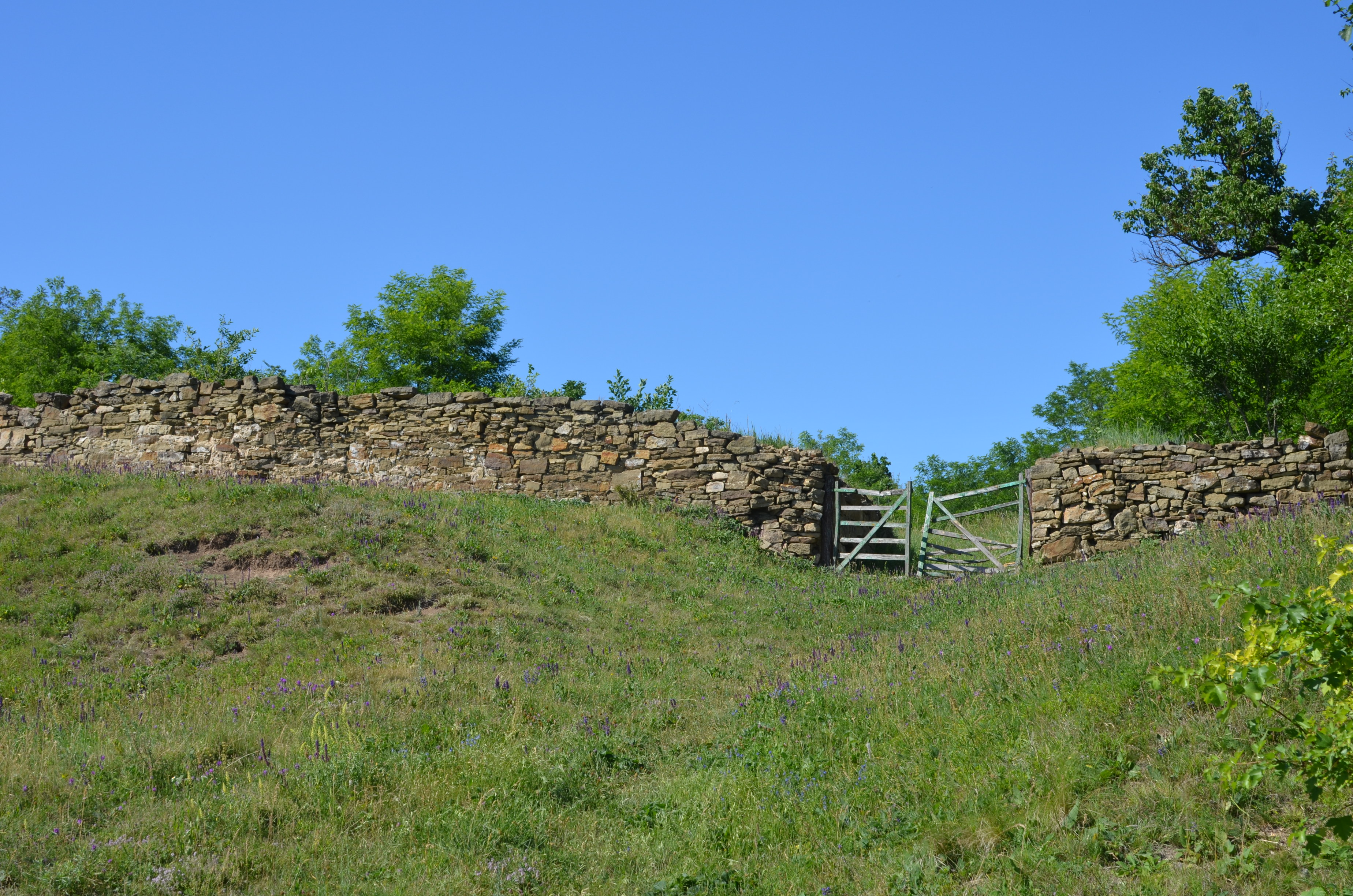
Blick von außen auf den jüdischen Friedhof in Jaryschiw (2015)

Der Jüdische Friedhof in Jaryschiw (ukrainisch Яришів, englisch Yaryshiv), einer ukrainischen Stadt in der Oblast Winnyzja, wurde vermutlich in der Zeit des Barocks angelegt. 
Auf dem jüdischen Friedhof sind nur noch wenige Grabsteine erhalten.

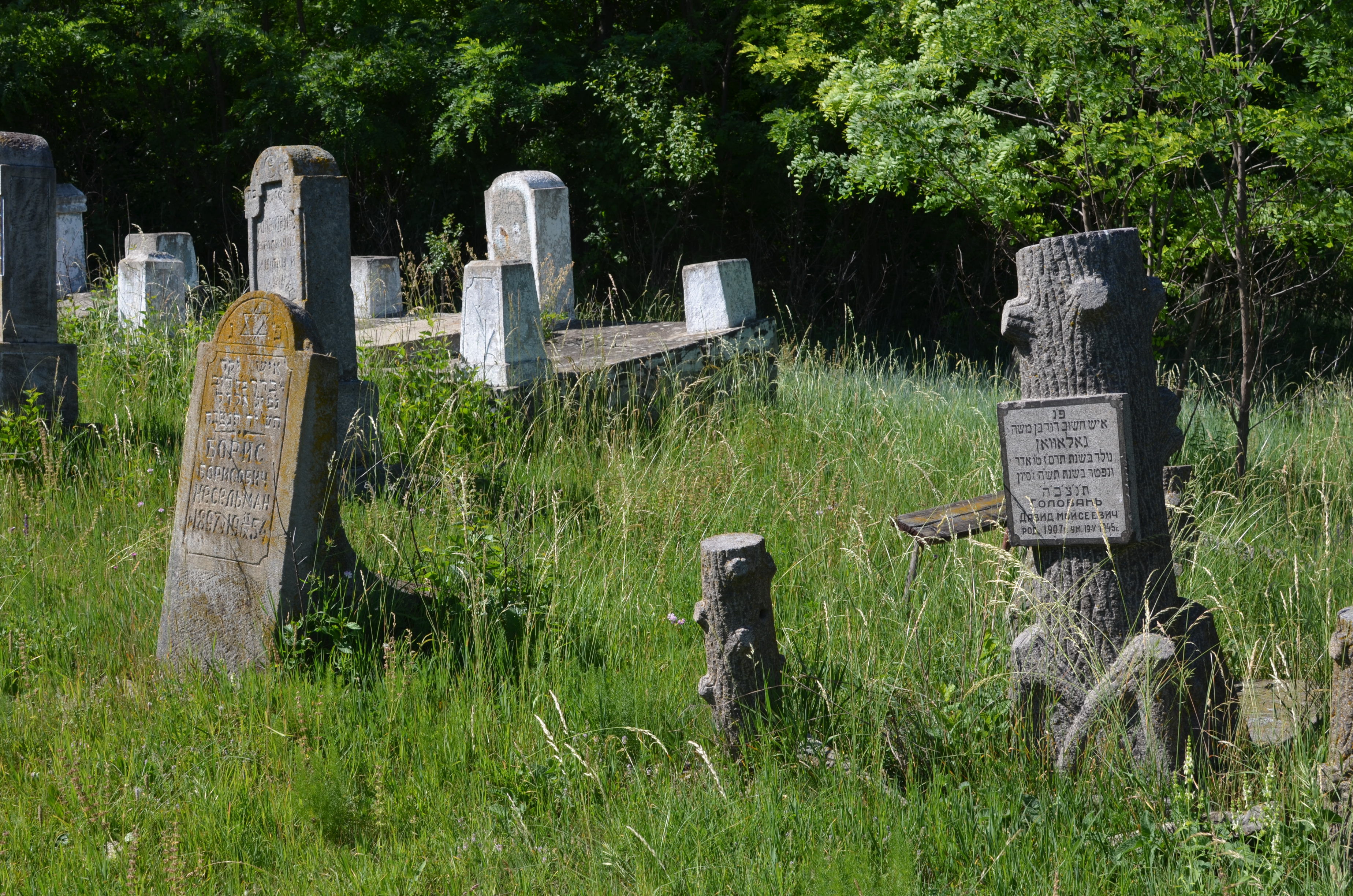
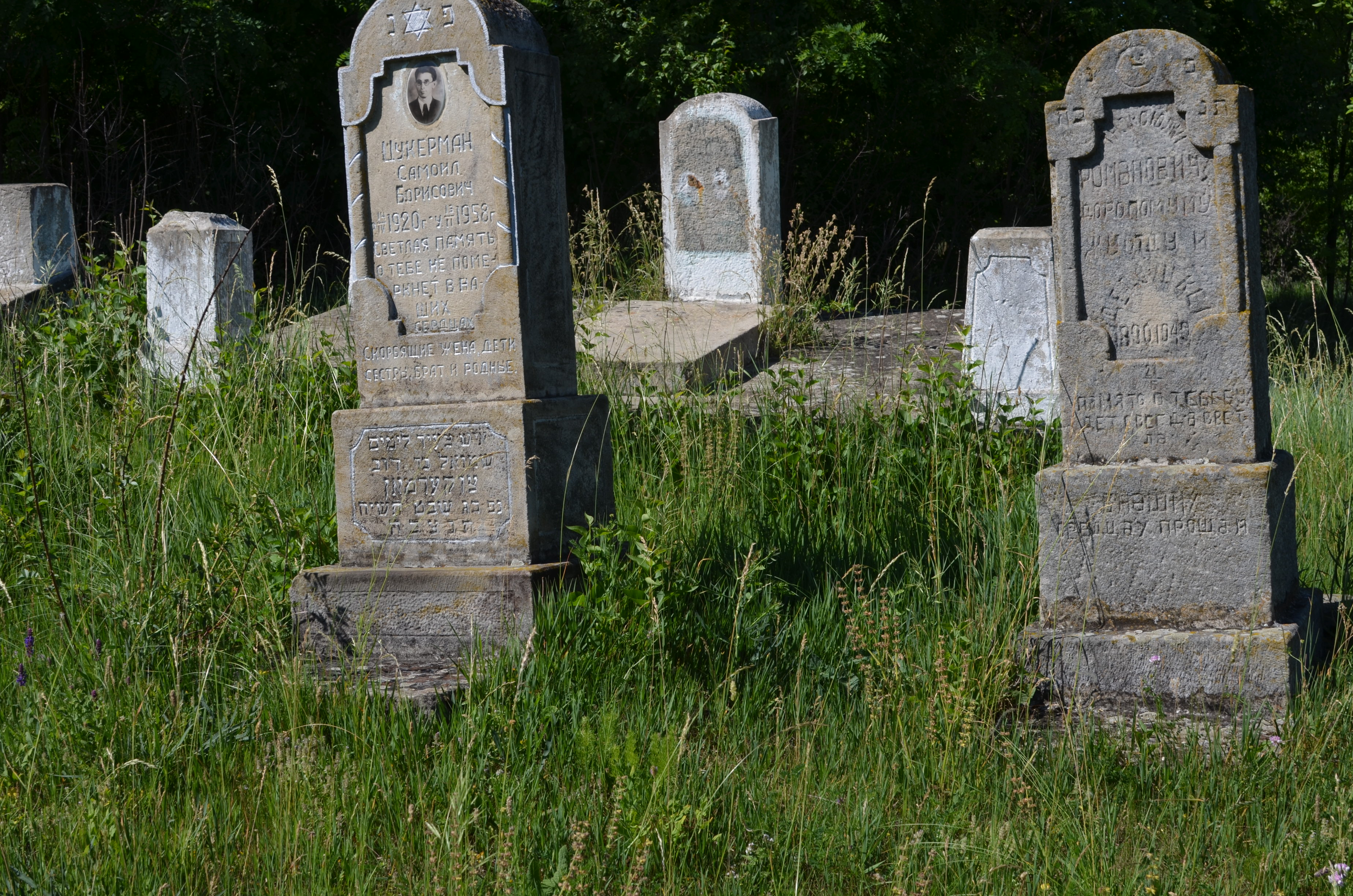
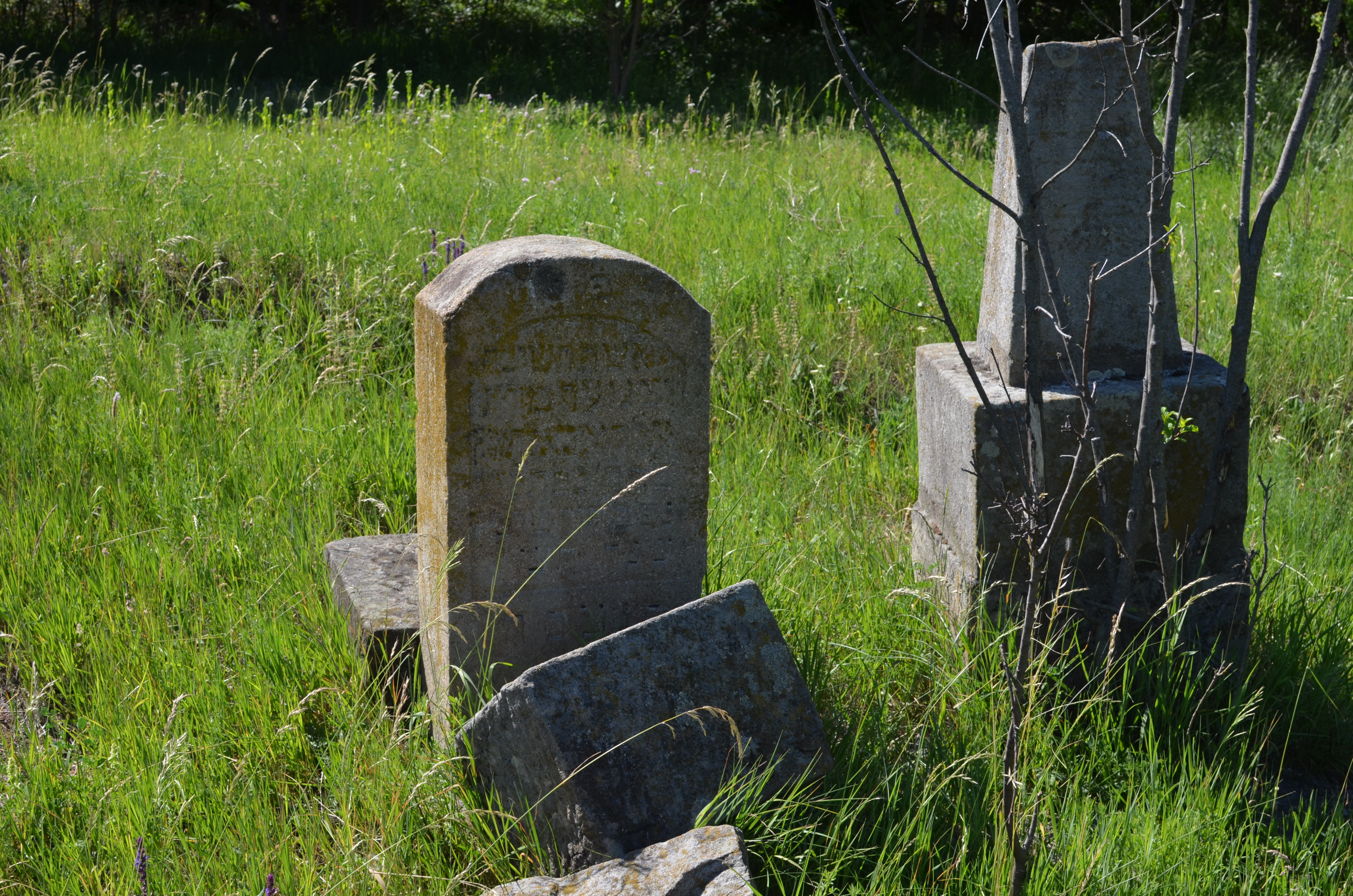
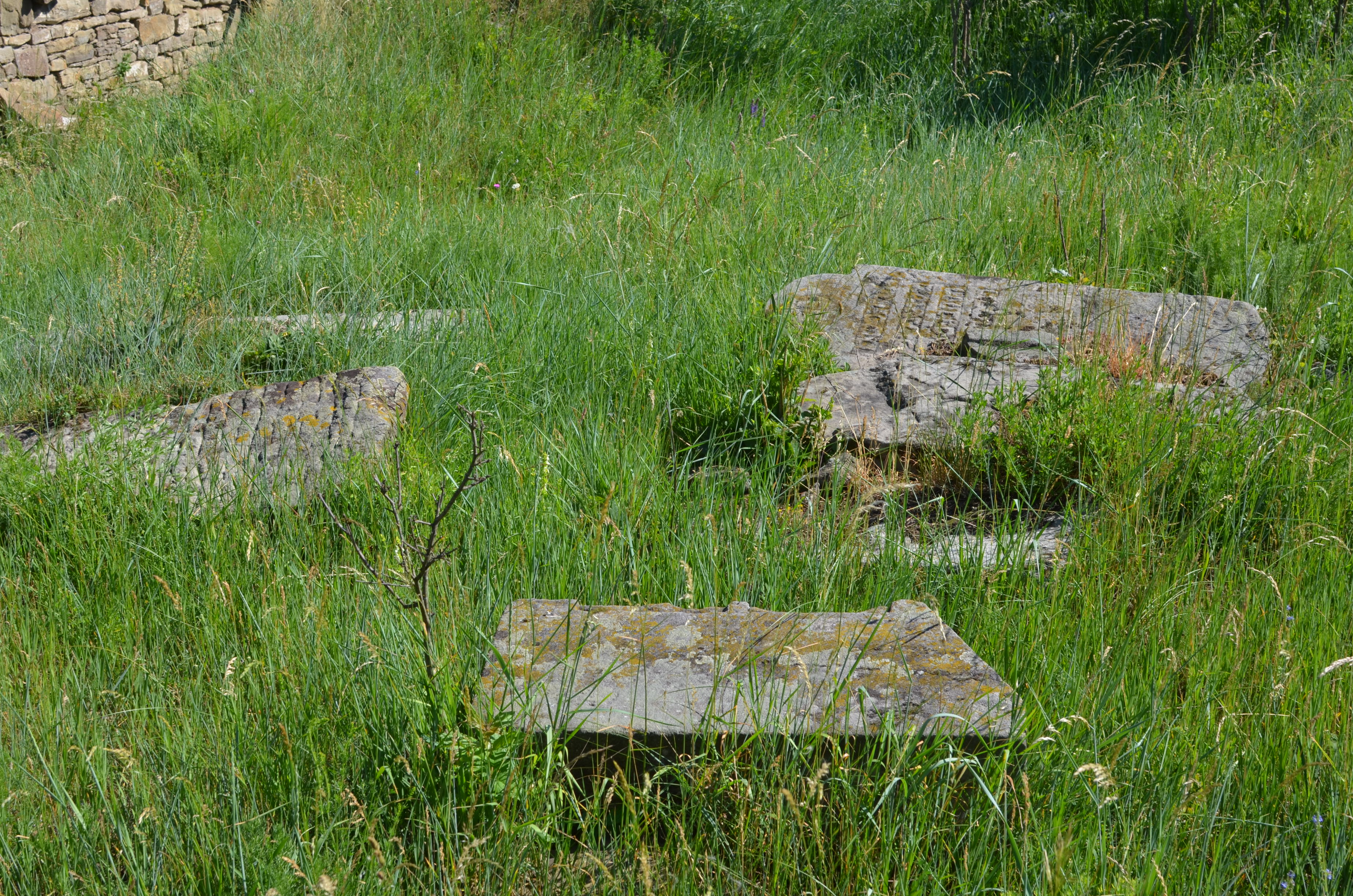